# بحيرة بلاكبروك
بحيرة بلاكبروك أو خزان بلاكبروك هي بحيرة وخزان مائي بحجم 33.4 هكتار. تعتبر مكان ذا تنوع بايولوجي يجذب انتباه العلماء. يقع بين بين شيبشيد وويتويك في ليسترشاير.
أنشئ الخزان في عام 1796 لتغذية قناة غابة تشارنوود، والتي اختفت منذ فترة طويلة. أول سد شُيد من الطين، وقد فشل في 20 فبراير 1799. حيث أُفرغ الحزان في أحد عشر دقيقة مؤديا إلى تدمير الأراضي الزراعية المحلية نتيجة لذلك، وغرق الأغنام، وتأثر مناطق شيبشيد ولوفبرا بسبب مياه الفيضانات. أُصلح السد في عام 1801، لكن القناة لم تعد صالحة تجارياً.
بني السد الحالي في عام 1906 وافتتح رسميًا من قبل أول عمدة لمدينة لوفبراجوزيف جريجس. في عام 1957، تأثر السد بآثار زلزال بقوة 5.3 درجة. وتسببت الهزات في تحرك حجارة الدعم الثقيلة وظهرت تشققات في وجوه السد.
يحتوي الخزان على مجتمع نباتي على أطرافه وهو فريد من نوعه في منطقة وسط إنكلترا، ولا يوجد مثله إلا في عدد قليل في المواقع الشمالية. مزيج البحيرة الغير المعتاد من النباتات يشمل Juncus filiformis في أقصى مواقعها الجنوبية، والبحيرة نفسها بها جراد البحر الأبيض المخالب الأصلي، حيث عزل عن جراد البحر الأمريكي الغازي.
يعبر ممر ون بارو لين الطرف الجنوبي الشرقي من الخزان. حيث يُحمل الممر بواسطة جسر ون بارو، وهو عبارة عن بناء من الطوب الأزرق يتكون من ثلاثة أقواس. في السابق كان بمثابة محرك المدخل إلى مزرعة ون بارو لودج التي هدمت الآن. هذا ممر عام يقود في النهاية إلى طريق أوكس، بالقرب من دير ماونت سانت برنارد.
يدار السد والخزان بواسطة سيفرن ترنت. الدخول إلى السد محدود وغير مفتوح للعامة، حيث انه يقع على أرض خاصة - جزء من ممتلكات غرايس ديو أند لونغكليف ستايت.

## روابط خارجية
- البحث عن القناة المفقودة - بقلم SN Badcock
- نزهة دائرية إلى Bardon Hill - تتضمن صورًا للخزان
- تسلق ليسترشير - خزان بلاكبروك